# Coffrage glissant
Le coffrage glissant est un moule que l'on fait glisser le long de la paroi d'un ouvrage en béton au fur et à mesure de sa construction, afin de le couler en continu,,. C'est un outil de coffrage particulièrement utilisé pour la construction d'ouvrages verticaux (tours ou réservoirs par exemple). Il se déplace lentement, en prenant appui sur des montants placés dans des fourreaux noyés dans les parois réalisées.
Cette technique a par exemple été utilisée pour la construction du Tribunal de Paris, ou pour l’unité de valorisation énergétique des déchets ménagers du Syctom IP13 à Ivry-sur-Seine.